# Borut Ambrožič
Borut Ambrožič, slovenski pravnik in politik, * 8. januar 1970, Maribor.
Amrožič je trenutno član Stranke Medgeneracijske solidarnosti in razvoja

## Življenjepis
Borut Ambrožič se je rodil 8. januarja 1970 v Mariboru. Po osnovni šoli, Bojana Ilicha se je vpisal na Srednjo kmetijsko šolo v Mariboru. Diplomiral je na Pravni fakulteti Univerze v Maribor, podiplomski študij pa nadaljuje na področju marketinga in socialne gerontologije. Kot prostovoljec deluje že 30 let na področju človekovih pravic, kulture in varstva okolja. V času študija je dolga leta prepeval v Akademskem pevskem zboru Boris Kraigher, kasneje APZ Maribor ter v Vokalni skupini Urban. Leta 2000 je bil eden izmed ustanovnih članov Rotaract cluba Maribor, mednarodne organizacije, ki združuje mlade med 18. in 30. letom starosti, ki sledijo rotarijski ideji o boljšem svetu in boljših ljudeh. Rotary je svetovna organizacija, ki združuje uspešne ljudi različnih profesionalnih klasifikacij, ki se želijo udejstvovati na dobrodelnem področju in so zavezani humanitarni miselnosti. Kasneje je postal  prvi predsednik Rotary kluba Maribor – Park ter za dosežke iz področja družbenih in dobrodelnih prizadevanj rotarijcev prejel  najvišje rotarijsko priznanje »Paul Harris Fellow Award«. Od leta 2008 je dejaven kot podpredsednik Društva za boj proti raku Štajerske Maribor, ki je eno od 11-ih regijskih društev, ki so združena v Zvezo slovenskih društev za boj proti raku. Je prejemnik Srebrnega priznanja Zveze za boj proti raku za 10. letno požrtvovalno delo na področju boja proti raku. Kot idejni vodja je prejemnik Bronastega priznanja ŠGZ za inovativnost 2016 za mehko inovacijo »Umetniško – terapevtske delavnice izdelovanje emajliranega nakita«.  Leta 2009 ga je več nevladnih organizacij predlagalo za prvega Zastopnika pacientovih pravic Maribor, ki ga je določil Zakon o pacientovih pravicah (Ur. l. RS, št. 15/08). Med predlagatelji so bili Območno združenje Rdečega križa Maribor, Društvo za boj proti raku Štajerske Maribor, ZZZS OE Maribor itd. Na funkcijo Zastopnika pacientovih pravic Maribor ga je imenovala Vlada RS leta 2009. Od takrat naprej je tudi član Sveta invalidov Mestne občine Maribor. V tistem času je bil pobudnik in urednik revije pacientove pravice in dolžnosti, ki je bila na razpolago pacientom v čakalnicah izvajalcev zdravstvenih storitev na področju SV Slovenije. Funkcijo zastopnika je opravljal do izvolitve v Državni zbor RS oz. leta 2012. V državnem zboru je bil poslanec v mandatnem obdobju 2011-2014. Leta 2011 je bil imenovan za predstavnika NVO v Svetu Vlade RS za razvoj nevladnih in prostovoljskih organizacij. Zaradi njegovega dolgoletnega angažiranja na področju človekovih pravic ga je leta 2015 Mednarodno združenje za preprečevanje nasilja nad starejšimi (International Network for the Prevention of Elder Abuse, INPEA) imenovalo za nacionalnega predstavnika za Slovenijo. INPEA deluje kot nevladna organizacija (NVO) s posebnim svetovalnim statusom z Ekonomskim in socialnim svetom Združenih Narodov (od leta 2003), Oddelkom za ekonomska in socialna vprašanja (DESA) in je priključena k Oddelku ZN za javno informiranje (DPI).  Kot idejni vodja je prejemnik Bronastega priznanja ŠGZ za inovativnost 2017 za organizacijsko – informacijsko inovacijo »Info točka INPEA - International Network for the Preventionof Elder Abuse«.  Kot predsednik Zveze Slovenska unija pacientov, nadaljuje na nevladni ravni delo, ki ga je začel v vlogi Zastopnika pacientovih pravic Maribor. Kot idejni vodja in predsednik Zveze Slovenska unija pacientov je prejemnik Bronastega priznanja ŠGZ za inovativnost 2016 za socialno inovacijo »Trojček osveščevalnih preventivnih zdravstvenih programov: Znanje pred neznanjem / Informiran pacient / Pravica – črka na papirju«. Je raziskovalec, (so)avtor na področju človekovih pravic, družbene odgovornosti, trajnostne ekonomije in marketinga, delovnega prava, socialne gerontologije in varstva okolja. Je član delovne skupine za pripravo Zakona o NVO v javnem interesu, predsednik Komisije za razvoj NVO v Mestni občini Maribor, ki deluje kot posvetovalno telo župana,  član vladne Komisije za gensko spremenjene organizme (GSO),  član Medresorske komisije za zagotavljanje pravic prosilcev za mednarodno zaščito, vodja občinskega in UNICEF-ovega projekta »Otrokom prijazno UNICEF-ovo mesto Maribor« in koordinator VARNIH TOČK v Mestni občini Maribor, član Območnega združenja rdečega križa Maribor, član Društva izgnancev Slovenije - KO Rotovž Pesnica, Združenja borcev za vrednote NOB Maribor - KO ZB Prežihov Voranc, KUD Študent. Je dolgoletni član in od leta 2018 predsednik Hortikulturnega društva Maribor, ki s svojo 149 letno tradicijo povezuje 18 podravskih občin v projektih za očuvano okolje in trajnostno naravnane usmeritve. Je licencirana Varuh gorske narave pri PZS in mentor za vodenje invalidov v gorah.